# Helmuth von Stwolinski
Helmuth Karl Eugen Müller von Stwolinski (* 8. November 1901 in München; † 1. November 1992 in Wien) war ein deutsch-österreichischer Fotograf, Kameramann und Erfinder.

## Leben und Wirken
Der Sohn des Arztes Arthur Müller von Stwolinski und dessen Frau Therese, geb. Polzmacher, besuchte ein Gymnasium, studierte anschließend Tiermalerei an der Akademie der Bildenden Künste München und machte eine Ausbildung zum Fotografen. Ab 1928 arbeitete er als Pressefotograf und Schriftleiter.
Helmuth von Stwolinski hatte sich bereits einen Namen als Fotograf bei diversen Expeditionen gemacht, als ihn Leni Riefenstahl im Jahr 1936 nach Berlin rief, um für die Olympia-Film G.m.b.H. an dem geplanten Film über die Olympischen Sommerspiele als Kameramann mitzuwirken. Die Herausforderung dieses Großprojekts bestand für ihn darin, mit sieben verschiedenen Kamerasystemen umgehen zu müssen.
Stwolinski entwickelte auch eigenständige Kamerasysteme, so für die Studio-Gesellschaft für Industrie- und Modephotographie.
Nach dem Ende des Zweiten Weltkriegs ließ er sich zunächst in Salzburg und dann in Wien nieder, wo er ab 1949 Gesellschafter der Firma „TRIBOX – Erzeugung und Vertrieb phototechnischer Artikel Stwolinski u. Fasching“ war. Helmuth von Stwolinski, der jahrzehntelang in einer Wohnung an der Linken Wienzeile lebte, starb 1992 in der Krankenanstalt Rudolfstiftung und wurde auf dem Wiener Zentralfriedhof beigesetzt.

## Auszeichnungen
- Kulturpreis der Deutschen Gesellschaft für Photographie[12]

## Filmografie
- 1936/38: Olympia (2 Teile)
- 1940: Sonne, Wind und weiße Segel
- 1940: Das Inseldorf Frauenchiemsee
- 1940: Hochzeit im Walsertal